# Йозеф Грубер
Йозеф «Пепі» Грубер (нім. Joseph "Pepi" Gruber, 4 травня 1912, Відень — 30 вересня 1967, Відень) — австрійський футболіст, що грав на позиції півзахисника, нападника. По завершенні ігрової кар'єри — тренер.

## Ігрова кар'єра
У дорослому футболі дебютував 1932 року виступами за команду клубу «Гавр», в якій провів два сезони. В сезоні 1933/34 зіграв з клубом у дебютному розіграші французького Дивізіону 2, зайнявши 10-те місце у Північній групі . Після цього Йозеф повернувся до Австрії, де був граючим тренером «Аустрії» (Клагенфурт). У 1935 році переїхав на Мальту, що тоді була британською колонією, і виступав за місцеву «Флоріану», а у 1936 році повернувся до Франції, щоб виступати за «Реймс». У першому сезоні клуб зайняв передостаннє 15-те місце і вилетів з вищого дивізіону, втім Грубер. У наступному сезоні він зайняв десяте місце в групі підвищення.
У 1938 році, після аншлюсу його рідної Австрії, переїхав до нацистської Німеччини, де грав за «Алеманію» (Аахен) та «Гамбург». 1944 року повернувся до клубу «Алеманія» (Аахен), за який відіграв ще 7 сезонів і завершив професійну кар'єру футболіста виступами за команду «Алеманія» у 1951 році.

## Кар'єра тренера
Ще будучи футболістом Грубер тренував клуб «Аустрію» (Клагенфурт), а у 1949 році входив до тренерського комітету «Алеманії» (Аахен) разом з іншими досвідченими гравцями команди Райнгольдом Мюнценбергом, Вальтером Гоффартом та Віллі Колінгом . Першим же повноцінним тренерським досвідом стала робота з бельгійським «Ейпеном».
1954 року став головним тренером нідерландського «Вітесса», тренував команду з Арнема три роки. У перші два сезони виступав у вищому дивізіоні, втім 1956 року не пробився з командою до новоствореної Ередивізі і третій сезон тренував команду у другому за рівнем дивізіоні, зайнявши сьоме місце. Також будучи тренером клубу, Йозеф у серпні 1956 року займався підготовкою другої збірної Нідерландів.
У 1957 році Грубер покинув «Вітесс» і очолив утрехтський клуб ДОС. У перший же сезон команда змогла виграти титул чемпіонів Нідерландів, вигравши в матчі за чемпіонство у «Енсхеде». Завдяки цьому Грубер вивів команду вперше в історії в єврокубки, очолюючи її в матчах Кубка європейських чемпіонів 1958/59, втім утрехтці вилетіли в першому ж раунді від португальського «Спортінга». В чемпіонаті того сезону клуб не зумів повторити успіх, ставши лише четвертим.
1959 року Йозеф став тренером іншого місцевого клубу ДВС, де пропрацював два сезони, зайнявши десяте і восьме місце в Ередивізі, але потім знову повернувся в ДОС, з яким став аж десятим у сезоні 1961/62.
У 1962 році Грубер очолив амстердамський «Аякс», в сезоні 1962/63 його команда посіла друге місце після ПСВ, ставши віце-чемпіоном країни. Потім Йозеф провів один сезон в «ВВВ-Венло», а в 1964 році повернувся у «Вітесс», в якому і розпочинав роботу у цій країні  . У вересні 1966 року Йозеф був звільнений з клубу
через розбіжності з керівництвом клубу.
1967 року Грубер відправився в США, де очолив новий «Піттсбург Фантомс», який брав участь в національній професійній футбольній лізі (NPSL I). Завдяки Груберу в команді з'явилося кілька нідерландських футболістів, зокрема Тео Лазеромс, Піт де Грот, а також колишні гравці «Аякса» — Ко Прінс і Бертус Гогерман. У першому матчі під керівництвом Грубера його команда зазнала поразки від клубу «Балтімор Бейс» з рахунком 5:3. Спочатку команда Грубера йшла в лідерах у своєму Східному дивізіоні, але поступово команда перетворилася на аутсайдера і закінчила сезон на останньому місці. По завершенні сезону ліга NPSL була реформована в Північноамериканську футбольну лігу, а клуб припинив існування, таким чином Грубер став останнім тренером в історії команди.
30 вересня 1967 року Грубер помер від серцевого нападу у віці 55 років під час своєї відпустки в рідному місті Відні.

## Титули і досягнення

### Як гравця
- Чемпіон Мальти (1):

«Флоріана»: 1934–35

### Як тренера
- Чемпіон Нідерландів (1):

ДОС: 1957–58